# 民衆神学
民衆神学（みんしゅうしんがく）は、韓国で1970年代から始められたキリスト教神学である。民衆神学の概念は徐南同の著書『イエス・教会史・韓国教会』で、民衆神学という用語そのものは同著書『民衆の神学』で、それぞれ初めて言及された。